# 사뮈엘 구에
사뮈엘 이브 움 구에(프랑스어: Samuel Yves Oum Gouet, 1997년 12월 14일 ~ )는 카메룬의 축구 선수이다. 포지션은 미드필더이며, 현재 스위스 슈퍼리그의 이베르동스포르에서 뛰고 있다.